# LaShawn Merritt
LaShawn Merritt (Portsmouth, Virginia, 1986. június 27. –) többszörös olimpiai és világbajnok amerikai atléta, futó.

## Pályafutása
A 2004-es junior atlétikai világbajnokságon Grossetóban három aranyérmet nyert. Nem talált legyőzőre 400 méteres síkfutásban, valamint a 4 × 400 méteres és a 4 × 100 méteres váltó tagjaként is begyűjtött egy-egy aranyérmet.
A felnőttek között 2006-ban, Moszkvában a fedett pályás világbajnokságon nyerte első aranyérmét Tyree Washington, Milton Campbell és Wallace Spearmon társaként a 4 × 400 méteres váltófutásban.
A 2007-es oszakai világbajnokságon a 400 méteres számban honfitársa, Jeremy Wariner mögött a második helyen ért célba 43,96 másodperces eredménnyel. Ezzel ő lett a kilencedik futó a világon, aki 44 másodpercen belül teljesítette a távot. A 4 × 400 méteres váltófutást több mint három másodperces előnnyel nyerték a második helyezett bahamaiak előtt.
A 2008-as idényben háromszor győzte le Jeremy Warinert, a pekingi olimpián a 400 méteres síkfutás döntőjében is felülmúlta őt, és megnyerte a számot. A nyertes Merritt és a második Wariner közti 0,99 másodperces különbség a valaha volt legnagyobb különbség az első két helyezett között a szám olimpiai döntőjében. A győztes 4 × 400 méteres váltónak mindketten tagjai voltak.
A 2009-ben a 400 méteres síkfutásban világbajnok lett a berlini világbajnokságon, szintén Jeremy Wariner előtt, 44,06-os eredménnyel.